# Sở Khang vương
Sở Khang vương (chữ Hán: 楚康王, ?-545 TCN, trị vì: 559 TCN-545 TCN), tên thật là Hùng Chiêu (熊審) hay Mị Chiêu (羋審), là vị vua thứ 27 của nước Sở - chư hầu nhà Chu trong lịch sử Trung Quốc.
Hùng Chiêu là con trai trưởng của Sở Cung vương, vua thứ 26 của nước Sở. Năm 560 TCN, Sở Cung vương qua đời, Hùng Chiêu lên nối ngôi, tức là Sở Khang vương.

## Việc đối nội
Vừa lên ngôi, Sở Khang vương dùng công tử Ngọ làm Tả Lệnh doãn, công tử Bãi là Hữu lệnh doãn, Vi Tử Bằng làm tả tư mã, công tử Thác Sư làm hữu tư mã, Khuất Đáo làm mạc ngao, công tử Chuy Thư làm Cung cứu doãn. Việc dùng người của Khang vương được xem là đúng đắn giúp nước Sở được yên ổn.
Năm 552 TCN, Sở vương muốn trị tội quan đại phu Quan Khởi vì ông này được Lệnh doãn là Công tôn Truy Thư (Tử Nam) sủng ái nên nhà có hơn chục cỗ xe dù bổng lộc không có bao nhiêu, lại muốn xử luôn cả Tử Nam. Con trai của Tử Nam là Khí Tật giữ chức Xa ngự theo hầu xa giá, mà Sở vương mỗi lần gặp Khí Tật đều rỏ nước mắt. Khí Tật hỏi vua tại sao mà như thế, Sở vương đáp rằng
Lệnh doãn không làm tròn phận sự, ngươi đã biết. Nước sắp trị tội, còn ngươi có ở lại không.
Khí Tật trả lời rằng nếu đã giết bố thì cũng không chắc sẽ dùng người con thì ở lại cũng không ích gì; nhưng cũng hứa là không tiết lậu ý định (giết Tử Nam) của nhà vua. Về sau Sở vương giết Tử Nam tại triều đình, khép tội đồ đảng là Quan Khởi bốn ngựa xé thây. Khí Tật xin lấy xác của Tử Nam về nhà an táng, nhà vua thuận cho; rồi sau Khí Tật cũng thắt cổ mà chết chứ không trốn sang nước khác.
Sở vương cho Vỉ Tử Bằng lên thay chức Lệnh doãn. Tử Bằng có 8 người sủng bế, người nào cũng có nhiều ngựa dù bổng lộc ít. Tử Bằng thấy gương của Tử Nam, bèn đuổi 8 người đó đi, vì thế Sở vương rất yên tâm.

## Việc đối ngoại

### Tranh chấp ngôi bá với Tấn
Năm 560 TCN, nước Trịnh lại thần phục nước Sở, Sở vương bèn trả lại sứ giả của Trịnh bị vua cha bắt giam khi trước.
Mùa thu năm đó, vua Ngô là Chư Phàn đem quân đánh nước Sở, nhưng bị quân Sở đánh bại.
Năm 559 TCN, Tấn Điệu công hội quân chư hầu các nước Tề, Trịnh, Tống, Lỗ, Vệ cùng đánh nước Tần, đồng minh của Sở. Quân Tấn vượt sông Kinh Thủy, đánh tan quân Tần. Sở Khang vương đem quân cứu Tần. Nước Ngô nhân cơ hội đó đánh Sở, đánh bại quân Sở.
Năm 557 TCN, Tấn Bình công đem quân đánh Sở, tiến đến Đắc Trạm, đánh tan quân Sở.
Năm 555 TCN, sau khi đánh bại quân Tề, nước Tấn lại tập hợp chư hầu đánh Tần. Lệnh doãn Khuất Kiến án binh không cứu Tần.
Cùng năm, nội bộ nước Trịnh có tranh chấp. Công tử Gia muốn bãi chức các đại phu để nắm quyền và rời khỏi ảnh hưởng của nước Tấn, bèn mượn nước Sở. Sở Khang vương sai công tử Ngọ mang quân đánh Trịnh, trong lúc cánh quân theo nước Tấn đi đánh Tề chưa về. Các đại phu nước Trịnh ráo riết phòng thủ, quân Sở tiến đến Ngư Lăng, cuối cùng không hạ được thành phải rút lui.
Mùa hè năm 551 TCN, vua Trần là Trần Ai công sang chầu nước Sở. Nhân đó công tử Hoàng là em cùng mẹ với vua Trần bị hai đại phu Khánh Hổ, Khánh Dần truy sát cũng bỏ chạy sang Sở, bèn tố cáo họ Khánh với Sở vương. Sở vương cho triệu hai người họ Khánh tới. Khánh Hổ và Khánh Dần sai người trong họ là Khánh Lạc đi thay, nước Sở bèn giết Khánh Lạc. Khánh Hổ và Khánh Dần bèn cùng nhau tạo phản, chiếm cứ đô thành Trần quốc; Sở vương cho Khuất Kiến hộ tống Trần hầu và Công tử Hoàng về nước, người nước Trần bèn giết họ Khánh và nghênh đón công tử Hoàng về nước.
Tháng 8 năm 550 TCN, nhân nước Tấn với nước Tề có hiềm khích, Tấn hội chư hầu tại Di Nghi để bàn việc đánh Tề. Sở vương vào mùa đông năm đó cùng với Trần hầu, Sái hầu và Hứa nam đánh Trịnh để cứu Tề. Quân 4 nước đóng đồn ở Cức Trạch, vây hãm đô thành Trịnh quốc.
Năm 549 TCN, Tấn Bình công định đánh Tề vì Tề Trang công liên minh với Sở, nhưng không đủ sức nên không phát lệnh ra quân. Sở Khang vương họp quân Sái, Hứa, Trần đi đánh Trịnh để cứu Tề. Các chư hầu bèn quay về cứu Trịnh. Quân Sở rút lui. Trong lúc Sở vương đánh Trịnh, nước Ngô mua chuộc nước Thư Cưu là phụ dung của Sở chống lại Sở. Khang vương bèn sai Thẩm Doãn Thệ và Sư Kỳ Lê đi trách Thư Cưu tử. Thư Cưu tử nói rằng không có việc phản bội và xin lập lại minh ước. Hai tướng về báo tin nhưng Sở vương muốn đánh tiếp, nhờ có Vỉ Tử can ngăn nên mới tạm thôi.

### Chiến tranh với nước Ngô
Năm 550 TCN, Sở vương mang quân đánh nước Ngô. Nhưng quân Sở không thắng được quân Ngô, phải rút về.
Năm 548 TCN, Sở Khang vương lại họp quân Sái, Trần đánh Trịnh. Liên quân tiến đánh phá thành Nam Lý nước Trịnh. Cùng năm, Sở Khang vương sai Lệnh doãn Khuất Kiến mang quân đánh nước Thư Cưu. Nước Thư Cưu cầu cứu nước Ngô. Ngô Chư Phàn cho quân tới cứu. Quân Ngô đóng giữa 2 cánh quân Sở. Quân Sở đóng trong vùng ẩm thấp, sợ để lâu ngày sẽ mất sức chiến đấu, bèn quyết định đánh nhanh, đánh bại quân Ngô. Sau khi quân Ngô rút, quân Sở tiến vào diệt nước Thư Cưu. Bờ cõi nước Sở tiếp tục được mở rộng. Sở vương muốn thưởng công Khuất Kiến nhưng Khuất Kiến không nhận vì cho rằng công lao đó thuộc về Vỉ Tử (đã mất). Sở vương bèn ban thưởng con Vỉ Tử là Vỉ Yểm.
Cuối năm đó, Ngô vương là Chư Phàn đi đánh Sở báo thù. Quân Ngô vây ấp Sào nước Sở. Sào Ngưu Thần bày kế dụ quân Ngô vào và cho quân mai phục. Ngô Chư Phàn trúng kế, tiến vào thành trước, bị Ngưu Thần nấp sau tường thấp bắn, trúng tên tử trận. Quân Ngô rút lui.
Năm 547 TCN, đại phu nước Sở là Tiêu Cử bị Sở Khang vương ghét, tức giận bỏ trốn sang Tấn.

### Giảng hòa với Tấn
Đại phu Hướng Thú nước Tống kết bạn với cả Triệu Mạnh nước Tấn và Lệnh doãn Tử Mộc nước Sở. Hướng Thú muốn chư hầu kết thúc nạn chiến tranh liên miên vì ngôi bá chủ giữa nước Tấn và nước Sở, sau khi xin lệnh Tống Bình công, bèn đi ngoại giao với 2 nước lớn Tấn, Sở đề nghị dàn xếp để hội chư hầu, trong đó cả hai nước Tấn và Sở đều làm bá chủ.
Sở Khang vương và Tấn Bình công đều đồng tình với gợi ý của nước Tống, chư hầu thống nhất tổ chức hội nghị tại nước Tống. Vào tháng 5 năm 546 TCN, chư hầu các nước đến hội họp gồm có Tấn, Sở, Lỗ, Sái, Tần, Vệ, Trần, Trịnh, Hứa, Tào. Đây là hội chư hầu đầu tiên cả vua Tấn và vua Sở cùng làm bá chủ và được xác định là hội nghị duy nhất có sự kiện này trong thời Xuân Thu.
Tại hội, Sở Khang vương và Tấn Bình công cùng lên bôi sáp huyết thề trước tiên, sau đó đến các vua chư hầu nhỏ. Các chư hầu theo Tấn sang chào Sở Khang vương, các chư hầu theo Sở sang chào Tấn Bình công. Tấn và Sở thống nhất coi Tề và Tần là chư hầu hàng thứ 2. Sau khi bàn bạc, tới tháng 7 năm đó Tấn và Sở ký hiệp ước. Từ đó trong một thời gian, các chư hầu bớt phải tham gia vào các liên minh tranh giành bá chủ giữa Tấn và Sở, tạm thời kết thúc cục diện tranh hùng gần 100 năm giữa hai nước.

## Qua đời
Năm 545 TCN, Sở Khang vương qua đời. Ông làm vua được 15 năm. Con ông là Hùng Viên lên nối ngôi khi còn nhỏ tuổi, tức là Sở Giáp Ngao.
Ngày tết năm mới, Lỗ Tương công ở Sính đô dự tang Sở Khang vương. Theo đề nghị của vị quan Vu chúc (phụ trách nghi lễ) nước Sở, vua Lỗ thân hành tới đưa đồ áo khâm liệm, cầm cành đào làm phép trừ khử việc không lành cho Sở Khang vương. Theo nghi lễ, việc cầm cành đào làm phép trừ tà là việc vua đến viếng bầy tôi qua đời mới làm. Ban đầu Lỗ Tương công ngần ngại, nhưng vì vị quan Vu chúc nước Sở đề nghị mới làm theo. Bá quan nước Sở không ngăn cản gì, sau đó mới ân hận vì để vua nước Lỗ nhỏ hơn coi vua mình như bề tôi.

## Đánh giá
Xuân thu tam truyện dẫn lời Cao Kháng đánh giá về hành vi giết Lệnh doãn Công tôn Truy Thư của Sở Khang vương
Truy Thư vì bế sủng gần kẻ tiểu nhân, cho nên rồi bị nạn. Tuy nhiên, cứ như nước Sở hùng mạnh, trừ một đại phu sủng bế thì có gì khó. Mà Khang vương đầu tiên cùng với người con bàn giết bố, cuối cùng giết người bố, phanh thây đồ đảng. Thế nên uy quyền ở trên đã mất, cho nên hình pháp không đủ thi hành đến bên dưới. Xét uy quyền đã có, đã rõ, thì chỉ chê trách cũng đủ làm cho kẻ gian mất phong nhuệ bén sắc. Khi uy quyền đã mất, thì đao kiếm không đủ trị tội gian thần. Bao nhiêu oán độc, tích lũy sẽ dồn vào đời Linh vương. Nước Sở không mất, chỉ là may tôi.